# Coleção privada

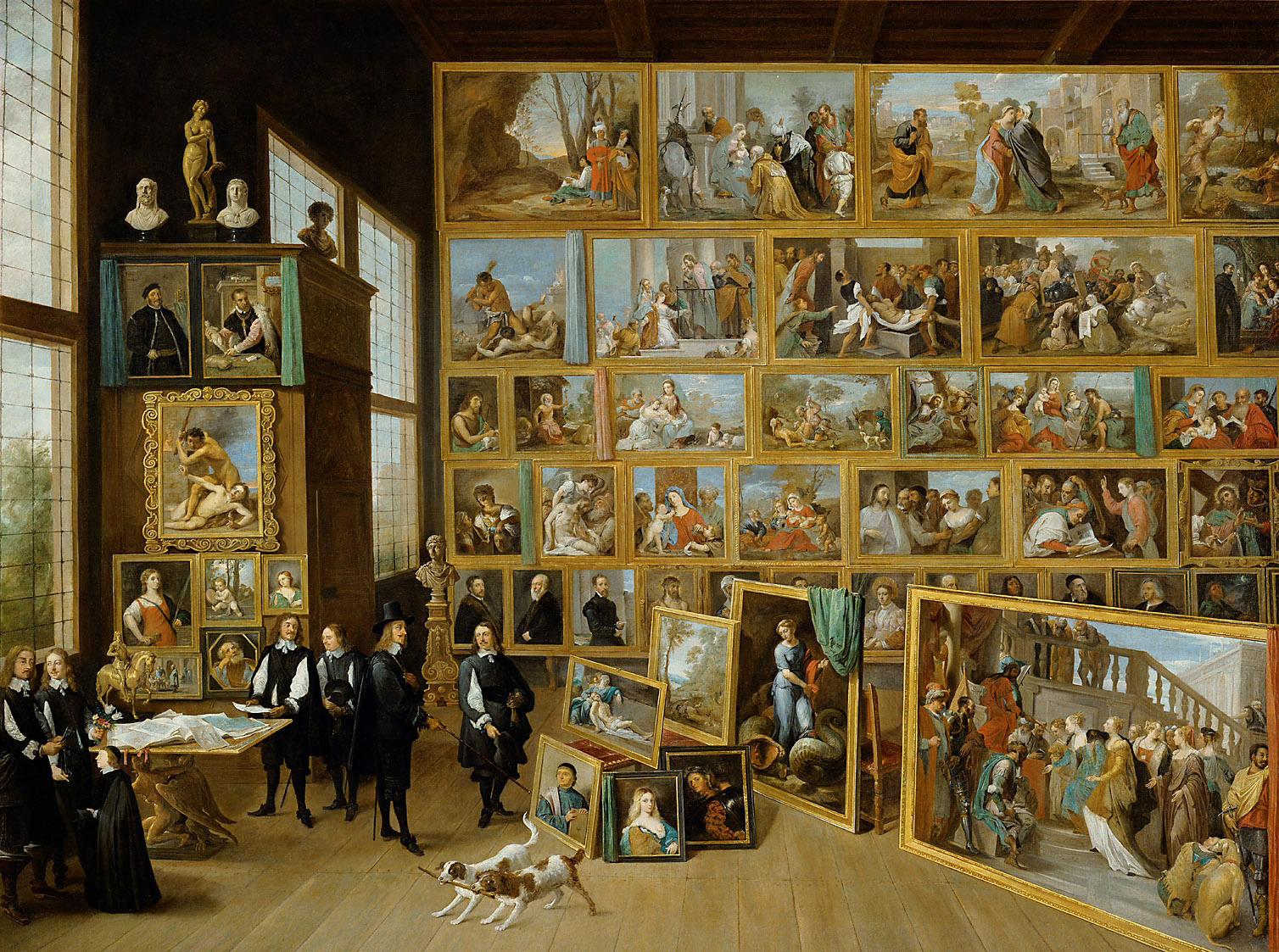
Uma pintura que data o ano de 1651 por David Teniers, o Jovem, representando parte da famosa coleção formada pelo arquiduque Leopold Wilhelm da Áustria enquanto ele era governador dos Países Baixos espanhóis de 1647 a 1656.

Uma coleção privada é uma coleção pertencente a uma pessoa com uma série de trabalhos, usualmente de trabalhos artísticos. No contexto de um museu ou galeria de arte, o termo significa que uma determinada obra não é propriedade dessa instituição, mas sim emprestada por um indivíduo ou organização, seja para exposição temporária ou a longo prazo. Essa fonte geralmente é um colecionador de arte, embora também possa ser uma escola, igreja, banco ou alguma outra empresa ou organização. Em contraste, os colecionadores de livros, mesmo que colecionem por razões estéticas (encadernações finas ou manuscritos iluminados, por exemplo), são chamados de bibliófilos, e suas coleções são geralmente chamadas de bibliotecas.

## História
A coleção de arte era comum entre os ricos do Idade Antiga, tanto na Europa quanto no Leste Asiático e na Idade Média, mas se desenvolveu em sua forma moderna durante a Renascença e continua até os dias atuais. As coleções reais da maioria dos países eram originalmente as maiores coleções privadas, mas agora são em sua maioria de propriedade pública. No entanto, a Royal Collection permanece sob os cuidados da Coroa, embora distinta da propriedade privada da Família Real Britânica.
Os gostos e hábitos dos colecionadores têm desempenhado um papel muito importante na determinação da arte produzida, atendendo à demanda que os artistas atendem. Muitos tipos de objetos, como medalhas, gravuras, pequenas placas, joias gravadas modernas e estatuetas de bronze, foram feitos essencialmente para o mercado de colecionadores.
No século XVIII, esperava-se que todas as casas dos ricos contivessem uma seleção de objetos, de pinturas a porcelana, que poderiam fazer parte de uma coleção de arte, e as coleções daqueles que normalmente se qualificariam para o termo tinham que ser consideravelmente maiores e alguns enormes. Cada vez mais os colecionadores tendiam a se especializar em um ou dois tipos de trabalho, embora alguns, como George Salting (1835-1909), ainda tivessem um escopo muito amplo para suas coleções.
Em reconhecimento à sua importância em influenciar a produção de nova arte e a preservação da arte antiga, a coleção de arte tem sido uma área de considerável pesquisa acadêmica nas últimas décadas, tendo sido um tanto negligenciada anteriormente.

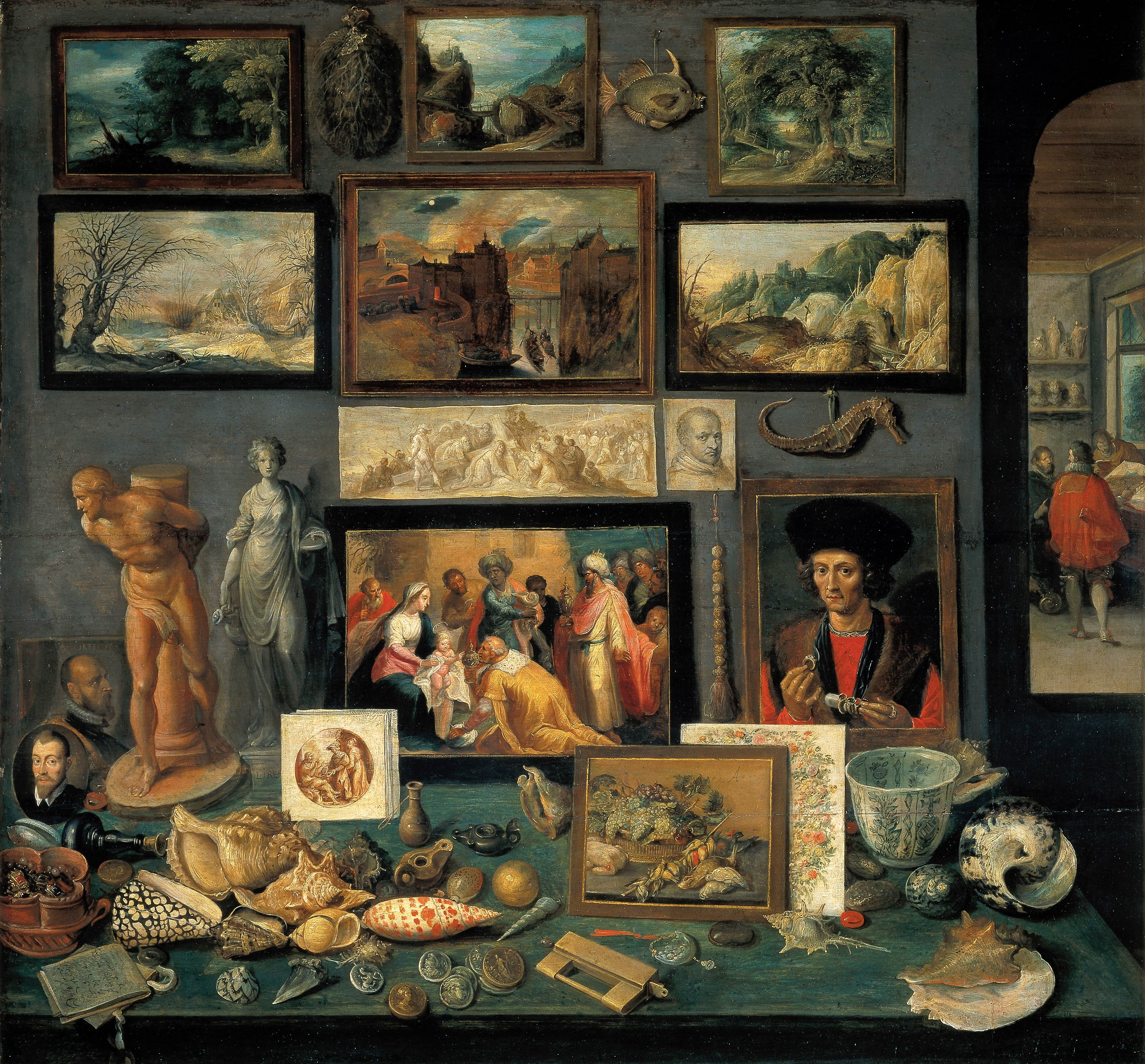
Este canto de um armário de curiosidades, pintado por Frans Francken, o Jovem em 1636, revela a gama de conhecimento que um virtuoso da era barroca pode demonstrar.

## Coleções de artes famosas
Existem inúmeros de colecionadores da arte ao redor do globo.
A família principesca de Liechtenstein tem obras de artistas como Frans Hals, Rafael, Rembrandt e Antoon van Dyck, uma coleção que contém cerca de 1.600 obras de arte, mas não pôde exibi-las desde 1945, quando foram contrabandeadas para fora da Alemanha nazista. As obras foram finalmente exibidas no Museu de Liechtenstein após quase 60 anos com a maioria em armazenamento. Outra importante coleção, é a da família Thyssen, a maior parte mantida no Museu Thyssen-Bornemisza, que se instalou em Madrid em 1992, foi comprada pelo Estado espanhol. Apenas uma parte exposta, a coleção de Carmen Cervera, viúva do falecido Barão Thyssen, permanece privada, mas exibida separadamente no museu.
Muitas coleções foram deixadas ao público de alguma forma e agora são museus ou o núcleo de uma coleção de museu. A maioria dos museus é formada em torno de uma ou mais coleções particulares adquiridas como um todo. Os principais exemplos onde poucas ou nenhuma adição foram feitas incluem a Coleção Wallace e o Sir John Soane's Museum em Londres, a Coleção Frick e Biblioteca e Museu Morgan em Nova York, a Coleção Phillips em Washington DC e o Museu Calouste Gulbenkian em Lisboa, Portugal.

## No Brasil
O Brasil tem uma boa tradição de colecionadores de artes. Alguns nomes se destacam como o de Francisco Matarazzo Sobrinho, que doou sua coleção de obras de arte para Museu de Arte Contemporânea (MAC) da Universidade de São Paulo (USP) totalizando um acervo de 428 obras.
Um dos mais célebres colecionadores foi o jornalista e empresário, Assis Chateaubriand. O gosto pelo colecionismo foi seguido por seu filho Gilberto Chateaubriand que dispões de uma coleção de mais e oito mil obras.
Outro importante colecionador de artes no país, foi o magnata do ramo das comunicações Roberto Marinho - proprietário da Rede Globo - possuí em seu acervo itens de artistas como Ingeborg ten Haeff, Alfredo Volpi, Burle Marx, Di Cavalcanti, dentre outros inúmeros artistas. No ano de 2017, instalou-se no bairro de Cosme Velho, no Rio de Janeiro, o Instituto Casa Roberto Marinho que abre para o público conhecer o acervo de Marinho com visitas guiadas.
Walther Moreira Salles, também foi um importante nome para a prática no país. A vasta coleção deu origem ao Instituto Moreira Salles (IMS), que reúne de quadros à fotografias, em Poços de Caldas (MG), São Paulo e Rio de Janeiro.
Outros nomes importantes são os de Armando Álvares Penteado, Charles Cosac, Evelyn Ioschpe, Regina Pinho de Almeida, Vilma Eid, Oscar Americano, Fernanda Marques, dentre inúmeros outros colecionadores.